# Dirma (Tanzania)
Dirma è una circoscrizione rurale (rural ward) della Tanzania situata nel distretto di Hanang, regione del Manyara. Conta una popolazione di 8 538 abitanti (censimento 2012).